# Пластомір

Пластомір К-01. 1 — основа, 2 — ніжка, 3 — стійка, 4 — вал, 5 — гайка-диск з лімбом, 6 — стіл, 7 — чашка, 8 — конус — індентор, 9 — шток, 10 — майданчик, 11 — лінійка, 12 — затискач, 13 — стрілка,14 — індикатор годинникового типу, 15 — обойма, 16 — балка, 17 — стрілка.

Пластомір — прилад для вимірювання реологічних властивостей неньютонівських рідин.

## Загальний опис
Найпоширеніші конусні пластоміри, основна ідея конструкції яких — визначення параметрів занурення конуса під дією сталого навантаження, що дає можливість одержати умовну реологічну характеристику або визначити пластичну міцність випробовуваної речовини. Конструкція одного з різновидів пластомірів показана на рисунку.

## Визначення реологічної характеритики неньютонівських рідин
Реологічну характеристику — криву течії одержують як залежність швидкості занурення конуса
dh/dt від дотичного напруження τ при зсуві, яка послідовно зменшується у міру занурення внаслідок збільшення площі контакту конуса з досліджуваною рідиною.

## Визначення пластичної міцності неньютонівських рідин
Пластичну міцність Pm неньютонівських рідин визначають за формулою:
Pm = KFk/hп2
де K — постійна, що залежить від кута розхилу конуса α ; при α = 45о К = 0,41. Fk — навантаження на конус, яке визначається вагою тягаря; hп — глибина проникнення конуса.
Основні характеристики пластоміра К-01: діапазон вимірювання пластичної міцності Pm = (2,6•103 — 8,5•105) Н/м3 ; похибка σpm не більш 10 %; діапазон змін навантаження на конус F = (1,4...101,4) Н; загальна глибина проникнення конуса hok = 0…15 мм; робоча глибина hрк =7…15 мм.